# Triodion von Kjustendil

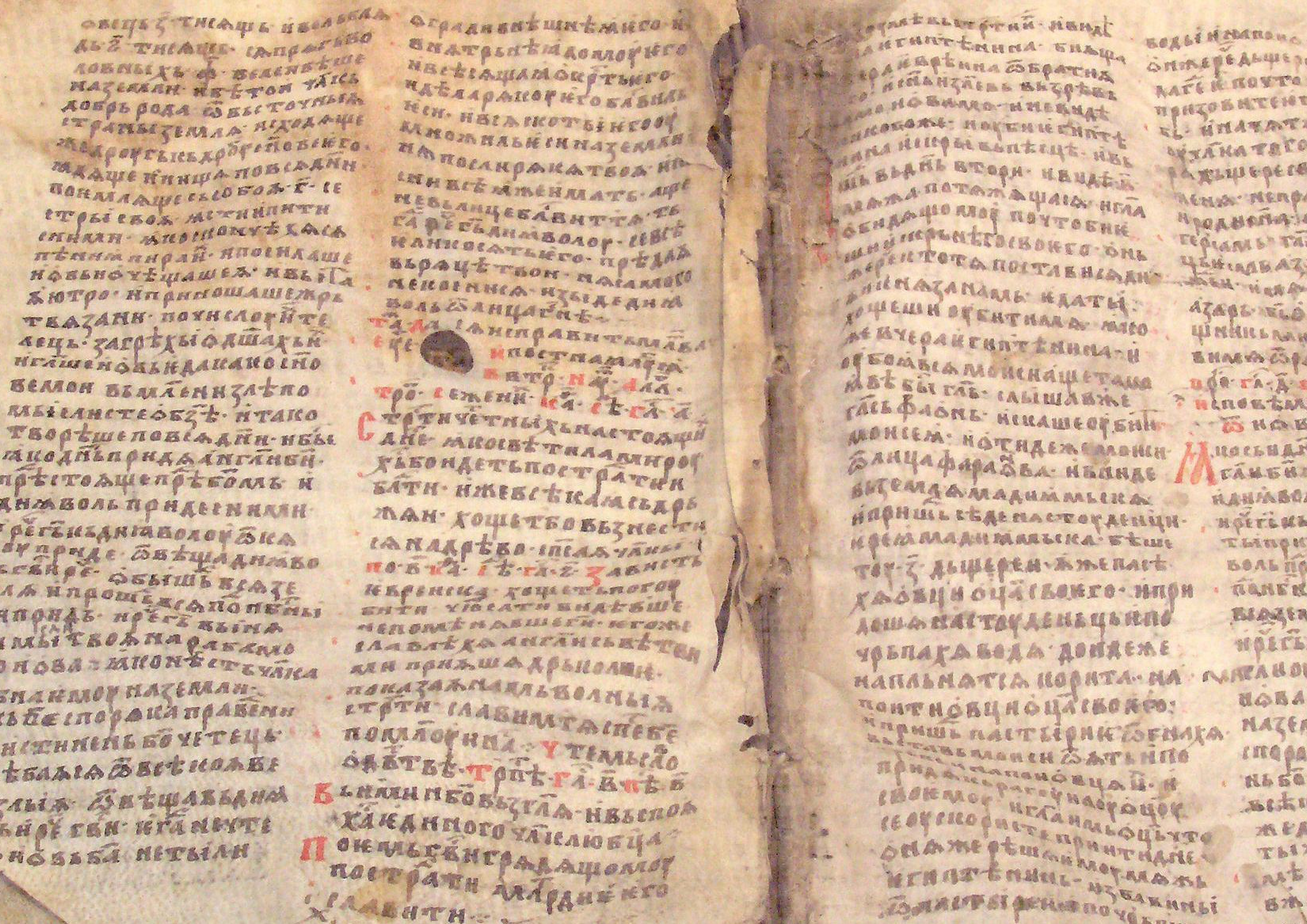
Triodion von Kjustendil

Das Triodion von Kjustendil ist eine Handschrift aus dem 13. Jahrhundert aus Bulgarien.
Sie enthält Gesänge und Gebete eines Triodions in altkirchenslawischer Sprache in kyrillischer Schrift.
Es sind 70 Pergamentblätter im Format 310–315 × 190 cm bzw. 310–315 × 210–215 cm erhalten. Diese sind in zwei Spalten in 38 Zeilen beschrieben. Die Buchstaben ъ und ь sind durchgehend als ь geschrieben.
Ein Gesang ist ein Akrostichon, wahrscheinlich von Konstantin von Preslaw verfasst.
Die Handschrift wurde in Kjustendil in Bulgarien gefunden.
55 Blätter befinden sich heute im Historischen Museum von Kjustendil, unter der Signatur Cod. 401. 8 Blätter in der Bulgarischen Akademie der Wissenschaften in Sofia, Signatur Cod. 39, 4 Blätter in der Universitätsbibliothek in Kraków. Ein Blatt befindet sich in der Nationalbibliothek in Sofia, Signatur Cod. 575, eines in der Stadtbibliothek in Plowdiw, Signatur Cod. 59, und eines im Historischen Institut in St. Petersburg, Signatur Cod. 687/3.